# 南45線
 南45線，「下中州～檨子林」線，是位於臺南市的一條區道，北起臺南市西港區慶安里中州北側，南至臺南市西港區檨林里檨子林，全長 4.617 公里。

## 行經行政區域
臺南市
- 西港區

## 支線
南45-1線
- 起訖點：鎮山～後營
- 里程：4.365k
- 行經行政區域：
  - 西港區：

- 歷史沿革：

## 沿線景點及寺廟
- 南45線沿線：
  - 西港區：
- 南45-1線沿線：
  - 西港區：

## 連接道路
- 南45線沿線可連接以下公路：
  - 台19線（本區道起點）
  - 市道173號
  - 南40線（本區道終點）
  - 南44線
  - 南47線（經由市道173號後營路段連接）
  - 南51線
  - 南45-1線
- 南45-1線沿線可連接以下公路：
  - 台19線（本區道支線起點）
  - 南45線（本區道支線終點）
  - 南51線